# Province du Nord-Ouest (Sri Lanka)
Pour les articles homonymes, voir Province du Nord-Ouest.
La province du Nord-Ouest  (en cingalais : වයඹ පළාත (Wayamba Palata) ; en tamoul : வட மேல் மாகாணம் (Vada Mael Maakaanam)) est l'une des neuf provinces du Sri Lanka. La capitale de la province est Kurunegala.
La province est connue pour ses plantations de noix de coco.

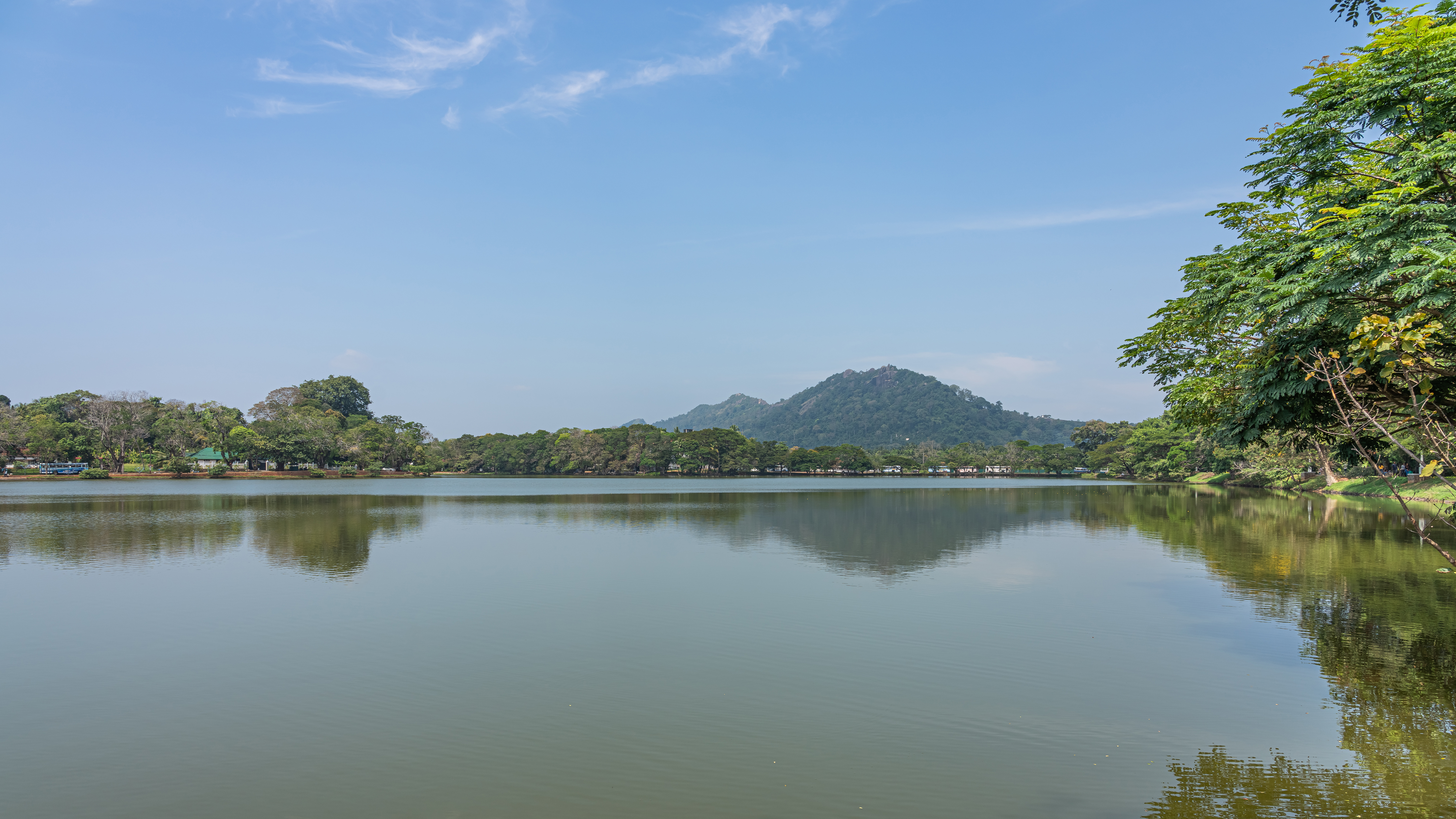
Lac à Kurunegala, Sri Lanka

## Géographie
La province a une superficie de 7 888 km2. Le climat y est tropical, mais cette province est la plus sèche du pays avec seulement 1100mm de précipitations moyenne annuelle.

## Division administratives

### Districts
La province est constituée de deux districts :
- Puttalam (capitale : Puttalam), à l'ouest,
- Kurunegala (capitale : Kurunegala), à l'est.

### Villes principales
- Puttalam
- Kurunegala
- Marawila